# ماج لينا لندستروم
ماج لينا لندستروم (بالسويدية: Maj-Lena Lundström)‏ (ولدت في 29 ديسمبر 1941) رياضية سويدية متقاعدة.  فازت بألقاب وطنية في الوثب العالي (1958)، 80 م حواجز (1959 و 1962)، و 100 م (1962)، الخماسي (1959) و 4 × 200 متر تتابع (1961). وحصلت على المركز السادس في الوثب العالي، و الذي كان أقوى أداء لها، في بطولة كأس الامم الأوروبية 1958 في ستوكهولم. 